# Vincenzo Perruchon
Vincenzo Perruchon (pron. fr. AFI: [peʁyʃɔ̃]) (Cogne, 8 gennaio 1921 – Cogne, 29 giugno 2005) è stato un fondista italiano.
Ha partecipato a due edizioni dei giochi olimpici invernali: Sankt Moritz 1948 e Oslo 1952.

## Palmarès

### Italiani
- Oro nel 1947 nei 18 km.
- Oro nel 1951 nei 18 km.
- Oro nel 1954 nei 15 km.
- Argento nel 1946 nei 18 km.
- Argento nel 1949 nei 18 km.
- Argento nel 1950 nei 18 km.
- Argento nel 1951 nei 18 km.